# Bruno Alberti
Bruno Alberti (Cortina d'Ampezzo, 23 maggio 1934) è un ex sciatore alpino, sciatore di velocità e allenatore di sci alpino italiano.

## Biografia

### Stagioni 1955-1960
Sciatore polivalente con maggior propensione alle prove veloci, Bruni Alberti nel 1955 si classificò 3º nello slalom gigante del Trofeo Tre Funivie (Sestriere, 20-21 febbraio); l'anno dopo fu selezionato per partecipare ai VII Giochi olimpici invernali di Cortina d'Ampezzo 1956, ma non poté gareggiare a causa di un infortunio. Ai Mondiali di Badgastein 1958 (2-9 febbraio), suo esordio iridato, si piazzò 13º nella discesa libera, 19º nello slalom gigante, 17º nello slalom speciale e 10º nella combinata; nella stessa stagione vinse lo slalom gigante e fu 2º nella discesa libera della 3-Tre di Madonna di Campiglio.
Nel 1959 si classificò 3º nella discesa libera del Fair-Play Derby (Davos/Lenzerheide, 22-25 gennaio) e 2º nello slalom gigante della 3-Tre (Madonna di Campiglio, 13-15 gennaio); l'anno dopo si piazzò 2º nello slalom speciale dell'Internationalen Adelbodner Skitage (Adelboden, 4-5 gennaio) e ai successivi VIII Giochi olimpici invernali di Squaw Valley 1960 (19-27 febbraio), sua prima presenza olimpica, dopo esser stato portabandiera dell'Italia durante la cerimonia di apertura fu 6º nella discesa libera, 5º nello slalom gigante, 20º nello slalom speciale e 7º nella combinata, disputata in sede olimpica ma valida soli ai fini dei Mondiali 1960. Nel prosieguo di quella stagione si classificò 2º sia nella discesa libera della Harriman Cup (Sun Valley, 5-6 marzo) sia in quella del trofeo Arlberg-Kandahar (Sestriere, 1-3 aprile).

### Stagioni 1961-1970
Nella stagione 1960-1961 si piazzò 3º nella discesa libera, 2º nello slalom gigante e 2º nella combinata della 3-Tre a Madonna di Campiglio, 3º nella discesa libera della Coppa dei Tre Comuni Ladini (Val Gardena, 11-12 febbraio) e vinse la discesa libera dell'Arlberg-Kandahar (Mürren, 10-12 marzo) e la discesa libera e la combinata dell'Otto Furrer Memorial (Zermatt, 17-19 marzo); l'anno dopo ai Mondiali di Chamonix 1962 (10-18 febbraio) fu 13º nella discesa libera, la sola gara nella quale prese il via, e vinse la discesa libera della 3-Tre di Madonna di Campiglio, dove si classificò anche 3º sia nello slalom gigante sia nella combinata.
Nel 1963 non ottenne risultati internazionali di rilievo, mentre nel 1964 si piazzò 3º nella combinata della 3-Tre (Madonna di Campiglio, 18-19 gennaio) e ai successivi IX Giochi olimpici invernali di Innsbruck 1964 (29 gennaio-9 febbraio), sua ultima presenza olimpica e iridata, fu 23º nella discesa libera, la sola gara nella quale prese il via; si congedò dalle competizioni di sci alpino in occasione del Trofeo Tre Funivie (Sestriere, 22-23 febbraio) e subito dopo intraprese la carriera di allenatore nei quadri della Federazione italiana sport invernali al fianco di Ermanno Nogler (1965-1966). Contemporaneamente si dedicò al chilometro lanciato partecipando alle gare di Cervinia del 1964, 1965, 1967, 1968 e 1970: ottenne quattro secondi posti e stabilì il suo primato nel 1970 con 182,640 km/h.

## Palmarès

### Classiche
3-Tre
- 2 vittorie (slalom gigante a Madonna di Campiglio 1958; discesa libera a Madonna di Campiglio 1962)

Arlberg-Kandahar
- 1 vittoria (discesa libera a Mürren 1961)

Otto Furrer Memorial
- 2 vittoria (discesa libera, combinata a Zermatt 1961)

### Campionati italiani
- 12 medaglie[17]:
  - 6 ori (slalom gigante nel 1955; discesa libera nel 1958; discesa libera nel 1959; discesa libera, slalom gigante nel 1961; discesa libera nel 1962)
  - 6 argenti (discesa libera, slalom gigante nel 1956; discesa libera nel 1957; slalom gigante nel 1958; slalom gigante nel 1959; slalom speciale nel 1961)